# Distretto di Atico
Il distretto di Atico è uno dei tredici distretti della provincia di Caravelí, in Perù. Si trova nella regione di Arequipa e si estende su una superficie di 3.146,65 chilometri quadrati.

Istituito il 9 dicembre 1897, ha per capitale la città di Atico; al censimento 2005 contava 3.976 abitanti.